# FC Norma Tallinn
FC Norma Tallinn var en fodboldklub hjemmehørende i den estiske hovedstad Tallinn.
Efter at have vundet det selvstændige Estlands to første mesterskabstitler i 1992 og 1993 samt pokalfinalen året efter, rykkede klubben ned i næstbedste række i 1995, hvorefter den ophørte med at eksistere efter sæsonen 1996-97.
Klubben var særlig populær blandt det russiske mindretal i Tallinn.

## Titler
- Estiske mesterskaber (2): 1992 og 1993
- Estiske pokalturnering (1): 1994

## Europæisk deltagelse
| Sæson   | Runde      | Modstander            | Hjemme | Ude | Kommentar |
| ------- | ---------- | --------------------- | ------ | --- | --------- |
| 1992-93 | 1. kvalif. | NK Olimpija Ljubljana | 0-2    | 0-3 | -         |
| 1993-94 | 1. kvalif. | HJK Helsinki          | 1-1    | 0-1 | -         |

| Sæson   | Runde      | Modstander     | Hjemme | Ude  | Kommentar |
| ------- | ---------- | -------------- | ------ | ---- | --------- |
| 1994-95 | 1. kvalif. | Branik Maribor | 1-4    | 0-10 | -         |